# Ernst Wertheim
Ernst Wertheim (ur. 21 lutego 1864 w Grazu, zm. 15 lutego 1920 w Wiedniu) – austriacki lekarz ginekolog.

## Życiorys
Urodził się 21 lutego 1864 w Grazu, jako syn chemika Theodora Wertheima (1820-1864). Studiował na Uniwersytecie w Grazu, tytuł doktora medycyny otrzymał 29 lutego 1888 roku. Następnie pracował jako asystent przy tamtejszej katedrze patologii ogólnej i doświadczalnej, pod kierunkiem Rudolfa Klemensiewicza. 30 kwietnia 1889 opuścił Graz i rozpoczął pracę w Wiedniu u Ottona Kahlera, a potem u Rudolfa Chrobaka z II Kliniki Uniwersyteckiej w Wiedniu. W 1892 habilitował się z ginekologii i położnictwa. W 1897 został pierwszym chirurgiem na oddziale ginekologii Pawilonu Bettiny w Klinice Elisabeth (Bettina Pavilions der Elisabeth-Klinik), w 1910 został dyrektorem II Kliniki Kobiecej w Wiedniu (II. Frauenklinik).

## Dorobek naukowy
16 listopada 1898 Wertheim jako pierwszy przeprowadził radykalną histerektomię z dojścia brzusznego u pacjentki z rakiem szyjki macicy. Operacja obejmowała resekcję macicy, przymacicz, przypochwia i węzłów chłonnych miednicznych. Z czasem jako operacja Wertheima znalazła stałe miejsce w chirurgii ginekologicznej. Operację opisał w dwóch pracach w 1900 i 1902 roku. W 1911 roku ukazała się praca, w której zreferował wyniki 500 przeprowadzonych operacji.
W 1919 roku przedstawił nowy sposób operacyjnego podwieszenia wypadającej macicy, znany jako operacja Wertheima II.
Wertheim prowadził też badania nad rzeżączką dróg rodnych i wykazał obecność gonokoków w jamie otrzewnej. Odkrył też, że gonokoki najlepiej hodować na podłożach z dodatkiem ludzkiego osocza.

### Wybrane prace
- Zur Frage der Radicaloperation beim Uteruskrebs. Arch Gynäk 61, 627–668 (1900)
- Ueber Uterus-Gonorrhöe. Verh Dtsch Ges Gynäk 6, 199–223 (1896)
- Ueber Blasen-Gonorrhöe. Z Geburtsh Gynäk 35, 1–10 (1895)
- Die erweiterte abdominale Operation bei Carcinoma colli Uteri (auf Grund von 500 Fällen). Urban und Schwarzenberg, Berlin-Wien (1911)